# Виртуален офис
Виртуалният офис предоставя възможност за бизнес адрес, телефонни и комуникационни услуги без ползване на офис пространство.

## История
Идеята за виртуален офис е следствие от технологични иновации. Концепцията се заражда още по време на индустриалната революция, когато са били измислени начини за работа от вкъщи. По-късно става част от развитието на офисните площи. Въпреки това, липсата на гъвкавост за тяхното наемане възпрепятства някои бизнес модели и това спомага за развитието на алтернативата – виртуален офис. Услугата за първи път е реализирана през 1994 г., когато Ралф Грегъри основава The Virtual Office, Inc& и по-късно „Интелигентен Офис“, в Боулдър, Колорадо.

## Услуги
Виртуалният офис предлага:

### Комуникационни услуги
- Дистанционен рецепционист – Офис екип, който работи от разстояние, използвайки софтуер за компютри и телефон.
- Виртуален асистент – работи от вкъщи и рядко се среща с клиентите на живо.
- Телефонни услуги/кол център –централизирано получаване и прехвърляне на обаждания. Потребителите се оплакват от проблеми на сигурността, липса на лично отношение, езикови бариери и грешки и лош професионален имидж. При избора на услуга от кол център търсете местна компания, така че да няма езикови бариери.
- Гласовата поща е технология, която съхранява гласови съобщения по електронен път. Напредъкът в технологиите позволява преобразуването на гласови съобщения и изпращането им по имейл за удобство на клиентите. Но използването на услугите на гласова поща има ограничения и често клиентите са неудовлетворени. Проучванията показват също, че до 75% от обаждащите се просто затварят, когато ги прехвърлят директно на гласова поща.
- Виртуална офис площ – виртуалният офис дава възможност за престижен адрес в града по ваш избор, като си спестявате част от наема и разходите на истинско помещение.
- Услуга телефонен секретар – виртуалната офис услуга „телефонен секретар“, преодолява пропастта между вас и многобройните ви клиенти.

### Офис услуги
- Служебен адрес – престижна сграда, която да се използва като служебен адрес. Всеки клиент може да разшири дейността си в нови пазари чрез използване на служебен адрес на различни места, в желаните пазари за развитие.
- Адрес за кореспонденция – може да се използва за приемане и изпращане на писмена кореспонденция. Някои доставчици на Виртуални офиси предлагат 24 часа/7 дни в седмицата достъп до индивидуално определени и заключени пощенски кутии. Това позволява на служителите и на потребителите да имат централизирано място за сигурно предаване на документи.
- Сканиране на поща – уред отваря пощата и сканира съдържанието, изпраща по електронната поща или прехвърля цифровизираните документи върху система за съхранение, така че потребителите могат да имат достъп веднага.
- Рецепция – Рецепционистите на адреса могат да получават и подписват документи, доставки, пакети. На място могат да се ангажират свидетели и нотариуси.
- Заседателни зали – Използването по заявка (почасово, ежедневно или ежеседмично) на конферентни зали. Помещенията често могат да бъдат отдавани под наем почасово.
- Ежедневно работно място – като алтернатива на домашния офис. Работното място е достъпно и за почасово, дневно или месечно ползване.
- Административни помещения – малък процент потребители на Виртуален офис вземат под наем пространство на пълно работно време.
- Офис оборудване – пълното обслужване на виртуален офис предоставя високоскоростен Интернет, факс, копирна машина, принтер, телефони, видео-конферентна връзка, кухненски бокс и чакалня.
- Виртуално офис решение – Виртуалното офис решение дава двойно предимство в зависимост от това в кой град имате нужда от престижен адрес.
- Видео Виртуален рецепционист – Виртуалната услуга с телефонен секретар е автоматизирана система с видео Виртуален рецепционист. Този вид услуга може да се ползва без закупуване на скъпо оборудване.
- Други услуги – Други услуги могат да включват създаването на уебсайт, визитки, адвокатски консултации.

## Потребители
Виртуалният офис съчетава дома и работното място за да получи ефективни резултати от двете. Офисните разходи са ниски, докато професионализмът запазва имиджа на традиционния, високо платен офис. Виртуалният офис потребител може да намали въздействието върху околната среда, както и личните негативи на ежедневното пътуване. Клиентите на виртуалния офис имат гъвкавостта да съгласуват разходите с колебанията на приходите незабавно, тъй като разходите са обикновено променливи. Виртуалният офис може да даде възможност за разширяване на ниска цена, без дългосрочни ангажименти. Потребителите се възползват от виртуални офис рецепционисти, с което елиминират традиционните тежести на здравеопазване, заплати, застраховки и наем. Също така традиционната почивка (болнични, отпуски и т.н.) не се прилага при виртуалния персонал.

## Икономика
Виртуалните офиси се увеличават дори в икономика на рецесия. Тъй като предприятията гледат да спестят от разходи, виртуалните офис услуги помагат за намаляване на разноските при запазване на висок професионализъм. Така например, плащайки само най-необходимите разходи за пространство и комуникационна инфраструктура, бизнесът може да сведе разноските за офис до минимум. Преносимостта на днешните технологии дава възможност и за по-гъвкава работна среда. Тъй като тенденцията в предприятията е за повече „онлайн“ работни места, идеята за плащане на пространството на пълно работно време става анахронизъм. Услугите на традиционните рецепционисти могат да се заменят с услуги от дистанционни рецепционисти за една малка част от разходите на традиционните рецепционисти. Някои компании за виртуални офиси или кол-центрове предлагат франчайз система, позволяваща на предприемачите да навлязат на пазара срещу една малка част от обичайните разходи и с допълнителен бонус от потенциални клиенти, който се подава към тях.